# 1558
1558 (MDLVIII) je bilo navadno leto, ki se je po julijanskem koledarju začelo na soboto.

## Dogodki
- Angleži izgubijo Calais.

## Rojstva
- Mihael Hrabri, vlaški in moldavski knez († 1601)

## Smrti
- 15. april - Hürrem Sultan, glavna in zakonita žena Sulejmana Veličastnega (* ok. 1504)

Neznan datum
- Derviš Ali, astrahanski kan (* ni znano)